# Круги на полях
Круги на полях (англ. crop circles) или агроглифы (порт. agroglifos; фр. agroglyphes; «агро» + «глифы») — геоглифы; геометрические рисунки в виде колец, кругов и других фигур, образованные на полях с помощью полёгших растений. Самым ранним упоминанием считается брошюра «Дьявол-косарь» 1678 года.
Круги могут быть как небольшими, так и очень крупными, целиком различимыми лишь с высоты птичьего полёта или с самолёта (самый большой известный круг — новозеландский (2002) — более 300 м). Агроглифы особенно привлекли общественное внимание в 1970—1980 годах, когда их в большом количестве обнаруживали на юге Великобритании.
Существуют различные гипотезы  возникновения кругов на полях: от тривиальных (круги являются делом рук человека) до альтернативных (микросмерч, шаровые молнии) или псевдонаучных (творения инопланетян).
Критики указывают на отсутствие фактов, подтверждающих или опровергающих эти гипотезы, их внутреннюю противоречивость, несоответствие принципу «Бритвы Оккама» и современным научным представлениям.
Среди возможных причин возникновения агроглифов стоит отметить деятельность термитов, действия смерчей и остатки древних каменных сооружений.
Изучает круги на полях псевдонаука, называемая цереологией (англ. Cereology) — от имени Цереры, римской богини урожая и плодородия). Кроме того, направление, именуемое геоглифологией, также занимается изображениями неизвестного происхождения.
В 1991 году Дуглас Боувер рассказал[кому?], как он вместе со своим другом, был нанят студией "Дисней" для создания кругов на полях. Это было маркетинговым ходом и подготовкой к показу нового фильма "Знаки"[уточнить]. "Дисней" отказались как-либо комментировать данное заявление, но Дуглас Боувер был в числе людей, которые присутствовали на закрытом показе фильма. За свою карьеру они создали более 500 кругов на полях. Так же, в англоязычных источниках указывается именно эта версия, ровно как и то, что круги в основном создавались в Великобритании. Позже был создан сайт circlemakers, где люди, рисующие эти круги выкладывают свои проекты.

## Описание
Современные круги на полях обычно представляют собой достаточно большие (сотни метров в размерах) и сложные (до сотен элементов) пиктограммы. На них могут быть изображены животные, символы различных культур, математические уравнения, изображения вроде спирали ДНК или паутины, или же просто узор без очевидных значений. Ряд символов легко понятны (например: Инь-ян или стилизованное изображение стрекозы), для ряда других существуют различные варианты объяснений.
При этом встречаются фигуры на полях двух типов. Близкое изучение показывает, что во многих случаях колосья в фигурах на полях примяты (погнуты) и закручены, но не сломаны.
Закрутка может быть в любую сторону, и зачастую в одной и той же фигуре встречается закрутка как по, так и против часовой стрелки, иногда в одном и том же круге могут быть слои, закрученные в противоположные стороны, при этом наблюдаемые фигуры на полях геометрически очень точны.
Явление встречается во многих странах мира. К 2008 году насчитывается уже более 9000 сообщений о кругах на полях, 90 % которых поступило из Англии.
Более половины всех зарегистрированных фигур попадает в 50-километровую зону вокруг Эйвбери — древнего мегалитического сооружения.
В других случаях фигуры на полях имеют явные признаки создания их человеком при помощи довольно простых приспособлений и инструментов. Отличительные признаки таких фигур: поваленные колосья, напротив, сломаны; сами созданные таким образом фигуры геометрически довольно просты и сравнительно неточны.

## История
Самое раннее документальное упоминание — английская брошюра 1678 года под названием Mowing-Devil («Дьявол-косарь»). Упоминания об участках полей с примятой пшеницей встречаются и в других источниках.
Образование первого изображения на полях современной эпохи датируется 1972 годом, — тогда в Англии два очевидца (Артур Шаттлвуд и Брюс Бонд) сидели лунной ночью на склоне холма, надеясь увидеть тот загадочный неопознанный летающий объект, сделавший этот район Англии меккой для уфологов. Но по их свидетельствам увиденное было несколько более необычным: в приблизительно 30 метрах они увидели, как часть колосьев веерообразно полегла, образовав геометрически правильный круг.
Однако явление было мало распространено вплоть до конца XX века и резко приобрело известность в начале 1990-х годов. Только в 1990 году обнаружено около 500 разнообразных фигур, а в последующие годы их количество перевалило за несколько тысяч.
Будучи сначала просто кругами, фигуры всё усложнялись со временем. Современные «круги» представляют собой часто очень сложные фигуры. Например, обнаруженная 14 августа 2001 года в Уилтшире фигура имеет диаметр около 450 метров и состоит из 409 кругов.
В 1991 году британцы Дуглас Бауэр и Дэвид Чорли заявили, что они являлись самыми первыми мистификаторами — при помощи верёвки и палки с 1978 года сделали более 250 кругов на полях, положив этим начало феномену. Их работа была продолжена другими группами создателей кругов, такими как Circlemakers художника Джона Лундберга.

## История изучения
В 1686 году профессор химии Оксфордского университета Роберт Плот написал книгу «Естественная история Стаффордширa», в которой попытался объяснить феномен фигур на полях.
Первое сообщение опубликовано в 22-м выпуске журнала Nature 29 июля 1880 года.
В 1980-х годах в Англии обнаружено около 500 колец, кругов и других геометрических фигур на полях зрелой пшеницы. На основании этого материала в 1986 году Пол Фуллер и Дженни Рендлз опубликовали брошюру «Загадки кругов», экземпляры которой разослали в серьёзные средства массовой информации, а затем организовали симпозиум в Лондоне.
В 2001 году редакция газеты «Комсомольская правда» провела эксперимент по подделке фигур на полях, который продемонстрировал появление свидетельств «очевидцев» даже в случае, когда на самом деле ничего не было, и неспособность уфологов надёжно распознать подделку.

## Гипотезы возникновения

### Мистификация
В сентябре 1991 года в создании кругов признались жители Великобритании Дэвид Чорли и Дуглас Бауэр. По их словам, первый узор они сделали в 1978 году, вдохновившись фотографиями дорожек, оставляемых на хлебных полях сельскохозяйственной техникой.
Группа создателей кругов на полях, основанная Джоном Ландбергом, продемонстрировала возможность изготовления почти любых фигур, в том числе аналогов тех, что признаны цереологами  аутентичными.
Известен рисунок, изображающий логотип браузера Firefox, сделанный на поле группой студентов из США.
Джо Никель, старший научный сотрудник комитета по научному исследованию паранормальных явлений утверждает, что у фигур имеются все признаки подделок: они сосредоточены в Южной Англии, они становятся всё сложнее со временем (мастерство создателей растёт), создатели скрываются и остаются анонимными.
Бытует также версия, что фигуры на полях и прочие геоглифы создавались для определения оптических характеристик фотографической аппаратуры искусственных спутников Земли. Правильные формы геоглифов (круги, прямые линии) очень удобны для оценки геометрических искажений, а расстояния между ними (единицы-десятки метров) примерно соответствуют разрешающей способности спутниковой фотоаппаратуры тех лет.
Поскольку программы по созданию фотографических ИСЗ долгие годы носили исключительно разведывательный характер и были строго засекречены, это позволяет сторонникам данной гипотезы мотивировать отсутствие официальной информации об этих объектах.
Возражения относительно данных гипотез возникновения строятся на том, что ближайшие исследования части фигур показывают некие сложные изменения в структуре растений, которые нельзя воспроизвести доступной техникой. Кроме того, в качестве контраргумента приводится указание на сложность и большие размеры части формаций, которые сложно создать за одну ночь.

### Естественные причины
Одна из гипотез предполагает, что круги создаются небольшими вихрями, которые посылают к земле сильные потоки воздуха, приминая растения. Такие вихри часто встречаются в холмистых регионах Великобритании.
Доктор Теренс Меден из организации по изучению торнадо и штормов (TORRO, Уилтшир) полагает, что такие вихри имеют энергетический заряд (теория плазменного завихрения).
Частицы пыли, попавшие в крутящийся заряженный воздух, могут излучать свет, что объясняет светящиеся огни, о которых сообщают очевидцы. Так могут появляться только простые круги или кольца, и при этом по-прежнему не ясно, как воздушные вихри могут создавать сложные пиктограммы.
Один из видов термитов (Psammotermes allocerus), вихри (микро-торнадо), фундаменты древних конструкций и подземные сооружения предлагаются в качестве объяснения феномена.

### Внеземные цивилизации
Уфологи предполагают, что наблюдаемые пиктограммы на полях — продукт творчества инопланетного разума. Например, следы от посадки космических кораблей представителей внеземных цивилизаций. Или же напротив — специально посланные землянам сообщения с иных планет.
Однако данная гипотеза лежит в той же плоскости, что и вопрос о собственно существовании посещавших Землю инопланетян и иных аномальных явлений — научных подтверждений присутствия и деятельности на Земле иного разума не получено, несмотря на то, что с научной точки зрения его существование во Вселенной весьма вероятно (см. уравнение Дрейка, парадокс Ферми).

## В кинематографе
- Телесериал Таинственные знаки[фр.] (2007)[31].
- Худ. фильм «Восхождение Юпитер» (2015, США).
- Док. фильм «Гениальная геометрия. Следы таинственных предков» (англ. «Genius and Geometry. Traces of Our Enigmatiс Ancestors») режиссёра Рональда Воэна англ. Ronald Vaughan, 2010).
- Док. фильм «Круги на полях» — 3-я серия из цикла «Скрытая правда», канал Viasat History (2009)[32] (в фильме приводится точка зрения, что круги являются делом рук человека).
- Док. фильм «Необъяснимые тайны. Необъяснимые знаки на полях» (англ. Unexplained Mysteries. The Truth About Signs), 2003 г.
- Док. фильм «Круги на полях» из цикла «Паранормальное» (National Geographic Channel).
- Док. фильм в двух частях: Часть 1 — «Воспоминания о будущем» (1970). Часть 2 — «Послание богов»[нем.] (1976).

## Научно-популярная литература
- Язев С. А. «Мифы минувшего века», — М: Центрполиграф, 2012, С. 261—272. ISBN 978-5-227-03238-6л